# Théodora Comnène (Despina Hatun)
Vous lisez un « bon article » labellisé en 2010.
Pour les articles homonymes, voir Théodora Comnène.
Théodora Comnène, aussi connue sous le surnom gréco-turc de « Despina Hatun » (c'est-à-dire « Mademoiselle la Princesse »), est née à une date inconnue, probablement à Trébizonde, et décédée après 1478, à Diyarbakır (Turquie). Elle était la fille de l’empereur Jean IV de Trébizonde.
Réputée pour sa très grande beauté, elle devint l’épouse d’Ouzoun Hassan, khan des Turkmènes de la Horde du Mouton Blanc (Ak Koyunlu). Demeurée chrétienne et supposée influente auprès de son époux, le principal rival de l’Empire ottoman dans l'Asie mineure de la seconde moitié du XVe siècle, elle suscita dans l’Occident de la fin du Moyen Âge et de la Renaissance le mythe de la princesse de Trébizonde, alliant la figure de la demoiselle en détresse à celle de la femme d'influence, instigatrice potentielle d’une grande croisade contre les Turcs. Son image, plus ou moins galvaudée, inspira longtemps les artistes, parmi lesquels le peintre Pisanello ou encore Jacques Offenbach.

## Une biographie en filigrane

### La beauté d'une princesse
On ne sait que très peu de choses sur ce que fut réellement la vie de Théodora. On a même longtemps cru que son prénom était Catherine. Elle était la fille de la seconde femme de Jean IV de Trébizonde, d'origine turque (vraisemblablement de Crimée), épousée avant 1438, mais d'autres sources indiquent qu'elle était la fille de David, frère et successeur de Jean IV, hypothèse alternative qui n'a guère retenu l'attention des historiens. Il semble qu'il ait d'abord été question de marier la jeune princesse dès 1451 à Constantin XI Paléologue, empereur de Constantinople, mais les épousailles n'eurent pas lieu. Ce fut son mariage avec Ouzoun Hassan, khan des Turkmènes de la Horde du Mouton Blanc, et célébré vers 1458, qui fit sortir la jeune femme de l'ombre pour une lumière toute relative.
La seule information connue avec certitude à propos de Théodora Comnène est sa beauté éblouissante, rapportée en Occident par l'intermédiaire de voyageurs italiens, tels que cet anonyme Vénitien dont l'opinion fut retranscrite par le géographe italien Giovanni Battista Ramusio :

« En ce temps à Trébizonde régnait un roi du nom de Kallo Joannis (Jean IV), et il était chrétien et avait une fille nommée Despina Caton (sic), très belle, et il était de commune opinion qu'il n'en fut pas en ce temps de plus belle : et par toute la Perse était propagée la gloire de sa grande beauté et de son immense grâce. »

Il pouvait ne s'agir que d'exagérations, surtout rapportées un siècle après les années de jeunesse de Théodora, mais l'empressement d'Ouzoun Hassan à épouser la jeune Grecque montre bien les passions que sa beauté pouvait susciter. En effet, ce puissant prince épousait la fille d'un bien faible voisin contre une dot nulle, sinon la cession de la souveraineté sur la Cappadoce, ce qui ne constituait pas un gros sacrifice pour les empereurs de Trébizonde qui ne tenaient plus le moindre village depuis longtemps dans la région. Au contraire, Ouzoun Hassan promettait à son beau-père l'appui de son armée, de son trésor et de sa propre personne en cas de conflit avec l'Empire ottoman. En outre, Théodora et sa suite étaient autorisées à conserver leur foi chrétienne et à pratiquer en toute liberté leur religion à la cour.

### Un mariage pour sauver Trébizonde

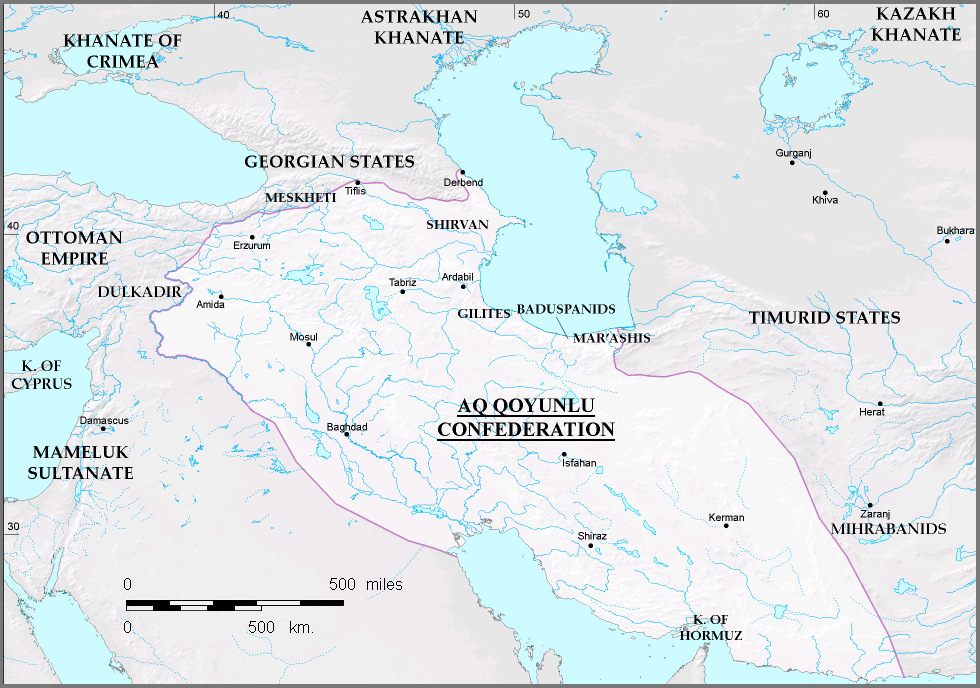
L'empire de la Horde du Mouton Blanc (Ak Koyunlu) au temps d'Ouzoun Hassan. L'empire de Trébizonde se situait au nord-ouest de celui des Turkmènes, le long du littoral de la mer Noire.

Pour l'Empire comnène, une telle alliance avec les puissants Turkmènes du Mouton Blanc ne pouvait que paraître salutaire. Avec la conquête de Constantinople en 1453, Trébizonde était devenue l'ultime bastion du monde byzantin, grec et orthodoxe. Depuis lors, les Turcs ottomans rognaient de plus en plus sur son territoire, et avaient tenté à plusieurs reprises d'en faire la conquête. Seule une telle alliance pouvait, semblait-il, véritablement les dissuader de lancer une nouvelle attaque qui pourrait bien cette fois s'avérer fatale.
On aurait tort de s'étonner de voir ici une princesse grecque et chrétienne ainsi offerte en mariage à un Turc musulman. Au-delà de la situation désespérée dans laquelle se trouvait l’empire de Trébizonde, les relations entretenues entre Byzantins et Turcs étaient en effet bien plus perméables qu'on l'imagine communément, et les politiques matrimoniales des États faisaient ainsi bien souvent fi des considérations religieuses. Ceci était particulièrement vrai dans le Pont, à cette époque une véritable enclave grecque dans une Asie mineure déjà presque entièrement turque.
Pourtant, l'alliance se trouva fragilisée avec la mort de Jean IV, survenue en 1459. Son successeur, David II était son frère, c'est-à-dire l'oncle de Théodora, ce qui signifiait un lien de parenté nettement moins étroit avec Ouzoun Hassan. David parvint néanmoins à obtenir du Turkmène la confirmation de leur alliance, et s'employa à l'élargir, non seulement à d'autres princes turcs d'Asie mineure (Karamanides, Émirat de Sinope), mais aussi à l'Occident, tentant, par des ambassades, de susciter l'attention de la Papauté et du duché de Bourgogne de Philippe le Bon, qui avait quelques velléités à passer pour le champion de la croisade. L'ambassade conduite par Louis de Bologne, le patriarche d'Antioche, outre quelques émissaires orientaux plus ou moins fantaisistes, comprenait ainsi un émissaire de David et un autre d'Ouzoun Hassan. L'idée qu’Ouzoun Hassan, sous l'influence de son épouse trapézontaise, pût être un allié décisif lors d'une hypothétique croisade contre les Ottomans commença dès lors à se répandre en Occident, faisant germer le mythe de la princesse de Trébizonde.
Pour autant les espoirs que les Trapézontais avaient placés en leur princesse furent déçus. Mehmed II, le sultan ottoman, entreprit en effet dès 1461 de rayer le dernier réduit byzantin de la carte, ce qui ne manqua pas de faire réagir Ouzoun Hassan. Mais, après quelques escarmouches, il se rendit sagement auprès de lui et parvint à le convaincre à force de cadeaux et de flatteries de renoncer à son alliance avec David, sans que l'on sache vraiment ce que Théodora en dit. Ayant de la sorte assuré ses arrières, Mehmed fut en mesure d'envoyer son armée mettre le siège devant Trébizonde qui capitula le 15 août 1461, mettant fin à l'Empire pontique des Comnène.

### Ultimes tentatives, nouveaux échecs
En 1463, ce fut une missive de Théodora adressée à son oncle David, assigné à résidence à Andrinople, qui donna à Mehmed II l'occasion de se débarrasser de cet hôte encombrant. Celle-ci lui demandait en effet par ce courrier de bien vouloir lui confier l'un de ses fils (ou, à défaut, son neveu) afin qu'il résidât avec elle à la cour d'Ouzoun Hassan. Pour Mehmed II, c'était à l'évidence un complot destiné à susciter un prétendant à la reconquête du Pont avec l'appui des Turkmènes d’Aq Qoyunlu. Prenant prétexte de ce soupçon de trahison, David, ses trois fils et un neveu furent jetés aux fers, puis exécutés le 1er novembre de cette même année 1463.
C'est à partir des années 1470 que la figure de Théodora sortit pour la dernière fois de l'ombre, mais, semble-t-il au regard de l'historiographie récente, d'une façon moins directe qu'on l'a cru autrefois. Trébizonde vaincue, Ouzoun Hassan n'en demeurait pas moins pour Mehmed II son plus grand et dangereux rival en Asie mineure. En outre, depuis la chute de Nègrepont, en 1470, la république de Venise était résolue à changer sa politique vis-à-vis de l'Empire ottoman et de cesser de temporiser. Des pourparlers s'engagèrent ainsi entre la Sérénissime et la Horde du Mouton Blanc en vue de la création d'une alliance anti-ottomane. À la suite d'une source tardive, il a longtemps été prêté à Théodora une sœur prénommée Valenza qui aurait épousé le régent du duché de Naxos, Nicolò Crispo, et qui aurait ainsi servi d'intermédiaire entre les Italiens et Ouzoun Hassan. L'étude attentive de la chronologie montre cependant que l'existence d'une telle union n'est que très peu vraisemblable. Toujours est-il que le Vénitien Caterino Zeno dont on a voulu faire un neveu de Théodora parvint à Tabriz, à la cour d'Ouzoun Hassan qui était entre-temps devenu le maître de la Perse occidentale après sa victoire sur la Horde du Mouton Noir en 1467. Les tractations portèrent essentiellement sur l'opportunité d'une action concertée contre les Ottomans et la livraison d'armes à feu par les Vénitiens aux Turkmènes qui n'en possédaient pas. Les hostilités s'engagèrent en 1471 sans que Venise entrât véritablement en action, et surtout sans que les armes fussent livrées à Hassan : cela se solda par un désastre pour ce dernier, battu à Kereli en 1472 puis de façon décisive à la bataille d'Otlukbeli l'année suivante, ce qui mit fin à ses ambitions anatoliennes, tandis qu'Alexis Comnène, un neveu du défunt David II, qui s'était élancé avec l'appui des Géorgiens à la reconquête de Trébizonde, était lui aussi repoussé. Il est finalement, dans cet épisode, très difficile de faire la part de l'influence de Théodora, Ouzoun Hassan ayant toutes les raisons d'entrer tôt ou tard en conflit avec Mehmed II.

### Les dernières années
Les derniers espoirs de Théodora de voir reconquis pour les siens l'empire de Trébizonde s'envolaient avec l'échec de son mari face à Mehmed II (qui ne signifiait cependant pas la fin de la puissance d'Ak Koyunlu). Elle obtint d’Ouzoun Hassan de se retirer dans un palais à Harput avec deux de ses filles. Elle y passa ses dernières années, dit-on, dans la piété. On perd sa trace après la mort de son mari, en 1478, et l'on ignore combien d'années elle lui survécut. Elle fut inhumée à l'église Saint-Georges à Diyarbakır.

### Descendance et postérité
Théodora eut plusieurs enfants (voir ci-dessus), mais une  seule de ses filles est clairement identifiée : Halima, dont la date de naissance est inconnue.  Concernant le reste de sa descendance, les sources sont incomplètes ; ses autres enfants ont été oubliés par l'histoire, parce qu'ayant vécu une existence trop obscure ou parce que morts en bas âge. Halima épousa Haydar d'Ardabil (mort en 1488), chef de l'ordre Safavieh. De lui, elle eut un fils, le futur chah Ismaïl Ier, qui fut le fondateur de la dynastie Séfévide qui régna sur la Perse de 1501 à 1736 et lui imposa le chiisme.

## Le mythe de la princesse de Trébizonde

### Les princesses de Trébizonde
Si Théodora cristallisa le mythe de la princesse de Trébizonde, elle ne fut que la dernière d'une lignée de princesses trapézontaises à la beauté réputée qui furent données en mariages à des potentats turcs locaux pour acheter la sécurité de l'empire.
Les premières de ces princesses furent les parentes d'Alexis III (1338-1390) et, en premier lieu, ses cinq filles, dont l'une, anonyme, se maria, semble-t-il, à Kara Yülük Osman, le grand-père d'Ouzoun Hassan et fondateur de la dynastie d'Ak Koyunlu tandis qu'une autre, prénommée Anne, épousait le roi de Géorgie Bagrat V.
La princesse de Trébizonde commença à se faire connaître en Occident à travers la figure de Marie Comnène, la fille d'Alexis IV, épouse de l'empereur de Constantinople Jean VIII Paléologue qui fut l'un des principaux protagonistes du concile de Ferrare-Florence de 1438-1439, et qui fut, par conséquent, particulièrement reconnu en Occident. C'est à Constantinople-même, en 1432, qu'un voyageur bourguignon, Bertrandon de la Broquière, rencontra la « basilissa » alors qu'elle se promenait à cheval. Sa beauté lui fit une forte impression :

« [...] Je attendis [...] pour voir l'Emperix [...] pour ce qu'elle m'avoit samblé si belle à l'eglise, pour la veoir dehors, et la maniere comment elle alloit à cheval [...]. Elle mist le pié en l'estrier, et tout ainsi que ung homme, elle monta à cheval et puis luy rejecta le manteau sur ses espaules et luy bailla ung de ces longz chapeaulx à poincte de Grece, sur lequel au long de ladicte poincte avoit trois plumes d'or qui luy seoint tresbien. Elle me sambla aussi belle ou plus que paravant. Et me approchay si près, que on me dist que je me traisse arriere et me sambloit qu'il n'y avoit riens à redire, fors qu'elle avoit le visaige painct qui n'estoit jà besoing, car elle estoit jeune et blanche. Et avoit en ses oreilles, pendu en chascune, un fermail d'or large et plat où il avoit plusieurs pierres et plus de rubis que d'autres. »

Ces lignes, diffusées en Occident et particulièrement à la cour de Bourgogne, introduisirent le mythe de la beauté des princesses de Trébizonde, à une époque où les voyages à Constantinople n'étaient guère courants, et où la cité impériale, quoique ruinée et cernée par les Ottomans, suscitait plus que jamais la fascination des Latins. Ce portrait de la princesse de Trébizonde associe de la sorte l'exotisme de la beauté orientale (bijoux, maquillage), le prestige et la force de caractère d'une femme (épouse d'empereur, dons de cavalière) et une image de demoiselle en détresse chrétienne face au péril turc (Bertrandon de la Broquière était précisément envoyé par Philippe le Bon pour préparer une croisade anti-turque). Autant de traits qui caractérisent également le portrait mythifié de Théodora.

### Un Prêtre Jean au féminin
Depuis le XIIe siècle, l'Occident médiéval vivait dans le mythe du prêtre Jean. Ce roi fabuleux, souverain des Indes (un territoire mal déterminé par les géographes de l'époque, couvrant possiblement un arc de cercle allant de l’Éthiopie à l’Indonésie, voire jusqu'à la Chine), était réputé chrétien, et tout disposé à prendre l’Islam à revers si une nouvelle croisade lui en donnait l'occasion. Les effectifs de son armée étaient, disait-on, innombrables : en somme, pour peu que l'on se décidât à donner au Prêtre Jean l'occasion de passer à l'action, la victoire de la Chrétienté sur l’Islam pourrait bien être définitive. Ces éléments reposent en réalité sur des informations déformées et amplifiées (volontairement ou non) à propos de la présence de chrétiens nestoriens dans l’Empire mongol, et, postérieurement, de l'existence de l’Éthiopie chrétienne.
Ces différents traits caractéristiques du Prêtre Jean se retrouvent pour beaucoup dans le portrait d'Ouzoun Hassan : exotisme, armée redoutable, capacité de prendre l'ennemi à revers depuis les confins du monde connu... Certes, Ouzoun Hassan était musulman, mais sa femme, la princesse de Trébizonde, sans doute influente, était, elle, chrétienne. Pour l'historien Émile Janssens, qui établit un parallèle entre ces deux figures, si le Prêtre Jean était à même de faire rêver l'Église et les princes, la princesse de Trébizonde pouvait susciter le fantasme de chacun, et en particulier des artistes.

### Saint Georges et la princesse de Trébizonde

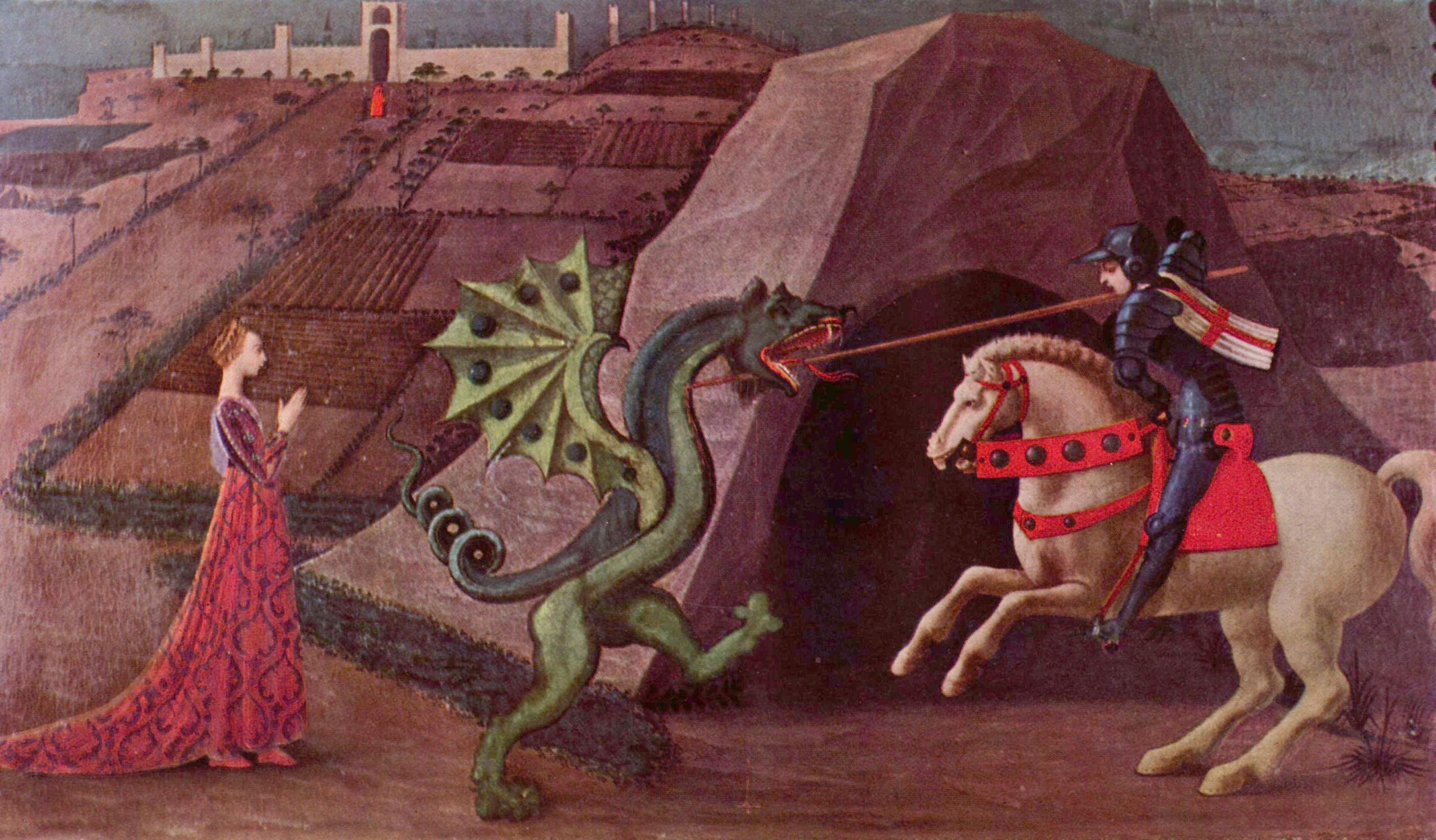
Une représentation de la victoire de saint Georges sur le dragon, contemporaine de celle de Pisanello, peinte par Uccello.

Le point d'orgue du mythe de la princesse de Trébizonde fut certainement la réalisation par Pisanello de la fresque de la chapelle de la famille Pellegrini située dans l'église Sainte-Anastasie de Vérone, et intitulée La légende de saint Georges ou Saint Georges et la princesse. Rien n'indique donc a priori que la princesse en question soit la princesse de Trébizonde : il s’agit avant tout d'une tradition solidement ancrée au sein de la population véronaise, reprise par les spécialistes de la peinture du Quattrocento.
En effet, le récit hagiographique des faits de saint Georges, rapporté par Jacques de Voragine dans sa Légende dorée, n'a guère à voir avec Théodora Comnène. Parvenu dans une ville que l'on identifie généralement à Cyrène en Libye, Georges, un jeune militaire originaire de Cappadoce y apprit que cette cité était terrorisée par un dragon auquel, pour l'apaiser, on offrait régulièrement une brebis et un jeune homme ou une jeune femme afin qu'ils fussent dévorés. Or, le jour de l'arrivée de Georges, le tour était venu à la fille du roi local d'être sacrifiée au monstre. Apprenant cela, Georges, rassura la jeune fille, l'accompagna auprès de la tanière de la bête infernale, et, confiant en sa foi en Jésus-Christ, parvint à dompter la créature qui en devint « comme la chienne la plus douce ». Ayant conduit la bête soumise auprès des habitants de Cyrène pour la mettre à mort devant leurs yeux, tous sans exception se convertirent au christianisme. L’époque à laquelle se déroulèrent ces événements diffère selon les versions : sans doute peut-on du moins les situer sous les règnes de Dioclétien et Maximien.
Trébizonde est très éloignée de Cyrène, et l'on peut se demander comment la princesse de Trébizonde a pu se substituer à une princesse libyenne. Le contexte dans lequel fut peinte la fresque de Pisanello peut apporter quelques éclaircissements. Les travaux de la chapelle débutèrent en 1438, date qui coïncide avec l'arrivée en Italie de l'empereur byzantin de Constantinople Jean VIII Paléologue pour assister au concile de Ferrare-Florence, personnage qui constituait un hôte parmi les plus illustres qu'il pût être pour les Latins. Jean VIII était l'époux de Marie Comnène, princesse trapézontaise, dont la beauté avait déjà subjugué Bertrandon de la Broquière à Constantinople (voir plus haut). Alors que l’Union des Églises d’Orient et d’Occident se négociait, les noms des derniers États chrétiens du Levant étaient sur toutes les lèvres, et particulièrement les plus obscurs. On pourrait dire en somme que l’empire de Trébizonde était à la mode. La transposition de Cyrène à Trébizonde ne fut cependant probablement pas contemporaine de la réalisation de l'œuvre.
Si l'on garde ce premier contexte en mémoire, que l'on analyse celui des décennies suivantes (en particulier les années 1460-1470), un parallèle peut aisément être dressé entre la destinée de la princesse cyrénienne, et celle de Théodora Comnène. Théodora pouvait en effet très bien partager avec elle la figure de la « demoiselle en détresse », de l'otage du dragon, que celui-ci fût incarné par Ouzoun Hassan, le barbare turkmène à qui elle avait été offerte par son propre père dans l'espoir de sauver sa cité de Trébizonde, ou par Mehmed II, le conquérant de Byzance, sorte d'Antéchrist pour l'Europe apeurée. Dans tous les cas, il s'agissait d'une invitation à la croisade, c'est-à-dire à marcher dans les pas de saint Georges, avec la même confiance que lui. Enfin, la transposition fut probablement plus aisée que saint Georges était originaire de Cappadoce (région où régnait Ouzoun Hassan), dont le culte était omniprésent en Anatolie et dans le Caucase (Théodora fut elle-même enterrée dans l'église Saint-Georges de Diyarbakır), ce qui rendait l'intervention miraculeuse du saint militaire auprès de la princesse de Trébizonde d'autant plus envisageable.

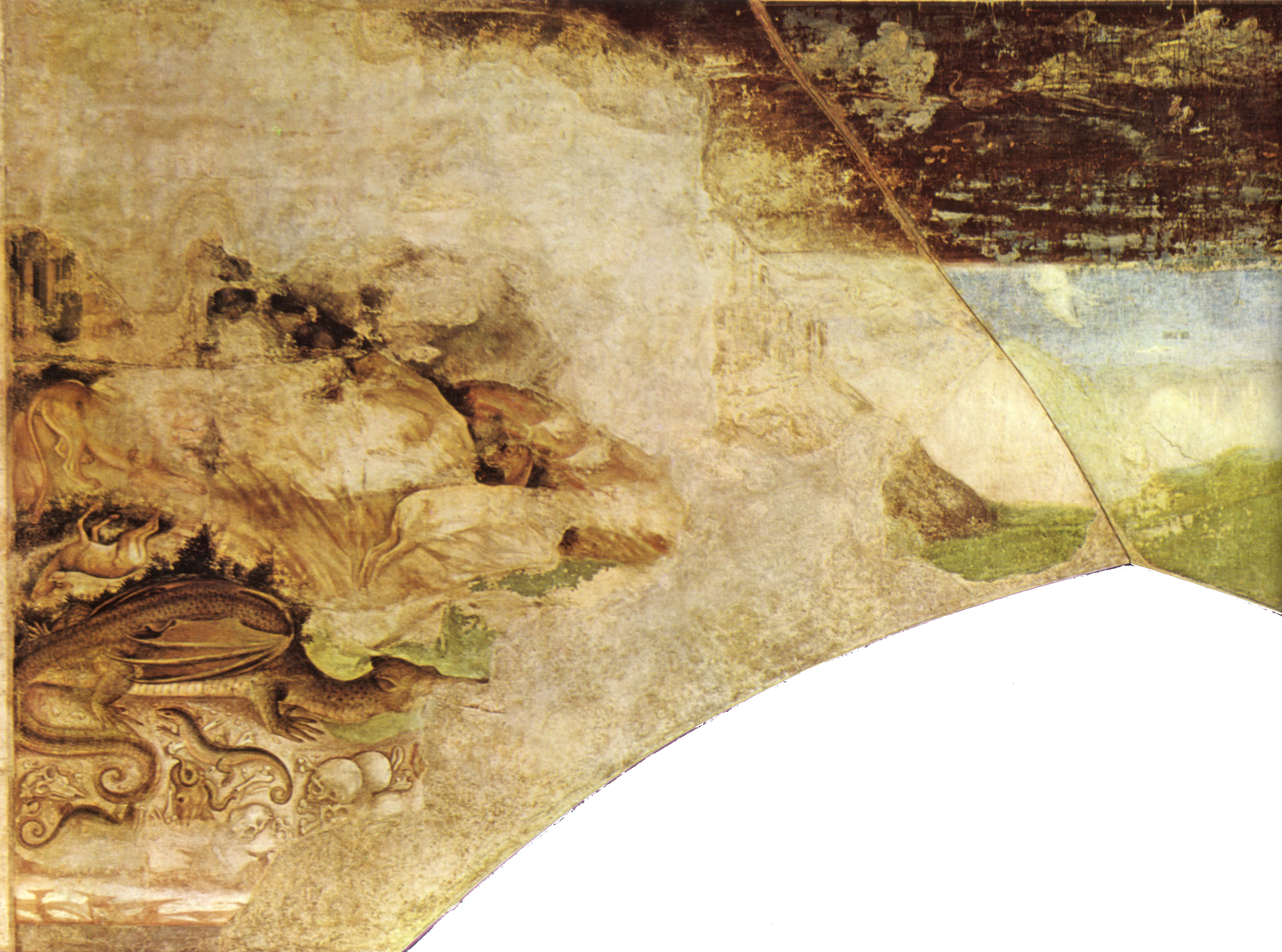
La partie gauche, très abîmée, de la fresque de Pisanello. On y distingue, en bas, le dragon, tapi dans son antre.
La partie droite de la fresque. Au centre, debout : saint Georges. À droite, le regardant, la princesse de Trébizonde. Le cavalier à l'extrême droite est le roi.

### L'essoufflement d'un mythe
Avec le temps, les attributs du mythe de la princesse de Trébizonde allèrent en s'appauvrissant pour se limiter à l'image de la demoiselle en détresse. En 1640, le Génois Gian-Ambrogio Marini publia un roman intitulé Il Caloandro, renommé dans une seconde mouture Il Caloandro Sconosciuto, et revu une nouvelle fois en 1652 sous le titre définitif de Caloandro Fedele. Connaissant un grand succès, il fut adapté pour le théâtre en 1656 sous le simple titre de Caloandro, et traduit en français par Georges de Scudéry en 1668. L'action et les personnages, et en premier lieu le héros, Caloandro, fils de l'empereur de Constantinople, sont fictifs mais on y retrouve Leonilda, fille de l'impératrice de Trébizonde Tigrinda, et Sufar, prince de Turcomanie. Surtout, on y rencontre des détails particuliers de paysages et de couleurs locales qui sont d'une étonnante fidélité, ce qui semble prouver que Marini s’était documenté pour écrire son œuvre, peut-être en lisant les rapports de Caterino Zeno, l'ambassadeur vénitien envoyé auprès d'Ouzoun Hassan au temps de Théodora. Il est vraisemblable que les évocations ultérieures de la princesse de Trébizonde aient été faites à la suite du Caloandro.
Après le succès de l'œuvre de Marini, le mythe commença à s'essouffler sérieusement. En 1869, Offenbach créa un opéra bouffe intitulé La Princesse de Trébizonde qui connut en son temps un certain succès, mais la malheureuse princesse n'y était qu'un mannequin grotesque auquel on avait accolé ce nom prestigieux par dérision. Au début du XXe siècle (1909), un dramaturge autrichien du nom de Philipp Langmann rédigea un ouvrage intitulé Die Prinzessin von Trapezunt, mais qui n'a que peu à voir avec Théodora Comnène, l'action se déroulant vers 1730.
Plus récemment, Joseph Macé-Scaron a publié, en 1990, un roman intitulé Trébizonde avant l'oubli, dont l'action se déroule sous le règne de David II (1459-1461), et dans lequel Théodora Comnène apparaît comme l'un des principaux protagonistes.